# Todas las familias son sagradas
Todas las familias son sagradas es una colección de cuentos infantiles editada por Patlatonalli (Asociación Civil de Lesbianas Mexicanas), la cual contó con patrocinadores como Universidad Pedagógica Nacional, Fundación Astraea (Lesbian Fundation For Justice), Global Found for Women, Semillas (Sociedad Mexicana Pro Derechos de la Mujer) y la Escuela de Administración Pública de la CDMX.
La colección surge a raíz de un concurso de cuentos sobre familias lesbomaternas. Uno de sus objetivos es poderle explicar a niños y niñas temática relacionada con la orientación sexual y familias diversas. 

## Tengo una tía que no es monjita
2004, autora: Melissa Cardoza, ilustradora Margarita Sada. Relata la historia de Meli (niña de ocho años) quien descubre que su tía no es casada, no tiene hijos y no es monjita.
En una presentación del libro, una de las editoras contó que el cuento surgió cuando "una pequeña le preguntó a su tía si era monja, porque no tenía ni marido ni hijos".

## Las tres Sofías
2008, autor: Juan Rodríguez Matus, ilustradora: Anna Cooke. Relata la historia de Sofía, hija y Sofía, su madre quien después de guardar luto inicia una relación con Sofía Alvarado, y con esto, una nueva vida.

## Xía y las mil sirenas
2009, autora: Tatiana de la Tierra, ilustradora: Anna Cooke. Relata la historia de Xía, una niña huérfana que es adoptada por familia integrada por dos mamás, un hermano, un poni y un perro.

## Mi mami ya no tiene frío
2011, autora: Lorena Mondragón, ilustradora: Dirce Hernández. Relata la historia de una niña que vive con su madre y después de una función de títeres, se enamora de la titiritera.